# 11384 Sartre
11384 Sartre (1998 SW143) là một tiểu hành tinh vành đai chính được phát hiện ngày 18 tháng 9 năm 1998 bởi E. W. Elst ở Đài thiên văn Nam Âu. The asteroidđược đặt tên theo tên của Jean-Paul Sartre.